# Alassane Pléa
Alassane Pléa (født 10. marts 1993 i Lille, Frankrig) er en fransk fodboldspiller, der spiller for den hollandske klub PSV Eindhoven. Han har tidligere spillet for blandt andet Olympique Lyon og Auxerre.

## Ungdomskarriere
Pléa startede med at spille fodbold i den lokale amatørklub Ascq. Her spillede han i 4 år, indtil han skiftede til en anden amatør klub i 2008, nemlig ES Wasquehal. Han spillede her blot et år, indtil han i 2009 skiftede til Lyon. Han spillede for Lyons ungdomshold i 2 år, indtil han i 2011 permanent blev rykket op på senior truppen.

## Klubkarriere

### Olympique Lyon
Pléa fik sin debut for senior-førsteholdet den 7. oktober 2012 i 1-1 opgøret imod FC Lorient. 

### AJ Auxerre
Den 31. januar 2014 blev Pléa udlejet til Ligue 2-klubben AJ Auxerre.

## Landshold
Pléa har endnu kun repræsenteret Frankrig på ungdomsniveau. Han har spillet for U18 og U19 landsholdende, og spiller (pr. januar 2014) på U20 landsholdet. Han har endnu ikke vundet noget trofæ med landsholdende.